# Liste der Naturdenkmale in Merzkirchen
Die Liste der Naturdenkmale in Merzkirchen nennt die im Gemeindegebiet von Merzkirchen ausgewiesenen Naturdenkmale (Stand 3. Juni 2024).

## Naturdenkmale
| Nr.         | Bezeichnung                 | Lage                                          | Beschreibung                 | Bild                                    |
| ----------- | --------------------------- | --------------------------------------------- | ---------------------------- | --------------------------------------- |
| ND-7235-387 | Lindenallee                 | Portz, nördlich des Ortes an der K 121 Lage   | Tilia platyphyllos, 16 Bäume | Direkt Bild zu diesem Denkmal hochladen |
| ND-7235-460 | Zwei Linden bei der Kapelle | Kelsen, bei Nr. 50a (Kirche St. Gangolf) Lage | Tilia sp., zwei Bäume        | Fotos hochladen                         |